# Viola (Wisconsin)
Viola – wieś w Stanach Zjednoczonych, w stanie Wisconsin, w hrabstwie Vernon.